# Ariarne Titmus
Ariarne Titmus (n. 7 septembrie 2000, Launceston⁠(d), Tasmania, Australia) este o înotătoare australiană, medaliată olimpică. A participat la o ediție a Jocurilor Olimpice (2020) în care a câștigat două medalii de aur.